# Sarah Winchester
Sarah L. Winchester (7 de fevereiro de 1840 – 5 de setembro de 1922) foi a esposa de William Wirt Winchester, herdeira de uma fortuna e de 50% das ações da Winchester Repeating Arms Company, após a morte do marido em decorrência de uma tuberculose, em 1881. Acreditava que espíritos a matariam se ela não completasse a construção de sua mansão na Califórnia, Sarah foi capaz, com a herança, de continuar com as obras ininterruptamente por 38 anos, 24 horas por dia. Desde sua morte, a caótica Winchester Mystery House tornou-se uma popular atração turística, conhecida por suas muitas escadarias e corredores que levam a lugar nenhum.

## Biografia
Filha de Leonard Pardee e Sarah W. Burns, ela nasceu em Connecticut em 1839, sendo batizada como Sarah Lockwood Pardee. Casou-se em 30 de setembro de 1862 em New Haven com William Wirt Winchester, filho único de Oliver Winchester, fundador da Winchester Repeating Arms Company. O casal teve uma filha, Annie Pardee Winchester, nascida em 12 de julho de 1866. A criança no entanto morreu pouco depois, vítima de marasmo.
Sarah entrou em depressão profunda, não conseguindo mais engravidar. Oliver morreu em 1880, seguido por William em março do ano seguinte, deixando Sarah com 50% das ações da empresa Winchester e uma renda de 1,000 dólares por dia (equivalente, em valores de 2010, a aproximadamente 22,000 dólares diários).
Enlutada, Sarah pensou que sua família pudesse estar amaldiçoada, procurando a ajuda de espiritualistas para determinar o que ela poderia fazer quanto a isso. Um médium, que supostamente possuía poderes paranormais, teria dito a ela que a família Winchester estava amaldiçoada pelos espíritos de todos aqueles que foram mortos por rifles Winchester, e que ela deveria se mudar para o oeste e construir uma casa para ela e os espíritos. O médium teria dito também que Sarah morreria se interrompesse a construção da casa.
Em 1884, ela mudou-se para a Califórnia e adquiriu do doutor Robert Caldwell uma casa de campo de oito cômodos ainda em obras, situada em um terreno de 161 acres onde hoje atualmente situa-se a cidade de San Jose. Ela investiu imediatamente sua herança de 20 milhões de dólares na reforma e ampliação da casa, com obras realizadas 24 horas por dia, sete dias por semana, 365 dias por ano, pelos próximos 38 anos. Fascinada com o número 13, ela o projetou em diversos locais da mansão, que tem treze banheiros, treze candelabros e janelas com treze seções de vidros, entre outros.
A construção da mansão só foi interrompida com a morte de Sarah em 5 de setembro de 1922, aos 83 anos, de insuficiência cardíaca. Ela foi sepultada próxima a seu marido e filha no Cemitério Evergreen em New Haven, Connecticut. Deixou um testamento dividido em 13 partes, assinado por ela treze vezes. A casa e sua mobília foi deixada para a sobrinha de Sarah, Marian Merriman Marriot, que escolheu o que queria e leiloou o restante.
Foram precisos seis caminhões de mudança e doze pessoas trabalhando por aproximadamente dois meses até que a casa estivesse totalmente vazia. O local foi então vendido e transformado em uma atração pública, com as primeiras visitas realizadas em fevereiro de 1923, cinco meses após a morte de Sarah.